# Dobre Miasto
Dobre Miasto (udtale |ˈdɔbrɛ ˈmjastɔ|; tysk: Guttstadt |ˈɡʊt.ʃtat| ( hør); God by) er en by  i  voivodskabet Warmińsko-mazurskie og har 9.629(2021) indbyggere. 
Den ligger ved floden Łyna i den nordvestlige del af det Masuriske søområde i hjertet af den historiske region Ermland. Den er administrationsby i  powiat Dobre Miasto (amt)  Dobre Miasto Kommune, som består af hovedbyen og 21 landsbyadministrative afdelinger med en samlet befolkning på 16.014.

## Historie
Dobre Miasto blev grundlagt på stedet for en ødelagt gammelpreussiske bosættelse. Den fik tyske byprivilegier den 26. december 1329. Byens navn blev stavet på forskellige måder: Guddestat, Godenstat, Gudinstat, Gutberg, Gutenstat, Guthenstadt, Guthinstadt.
Det latinske navn på regionen (Pogesanien) blev afledt af det gammelpreussiske ord gudde (en busk/krat). Det er muligt, at byens navn stammer fra dette ord. Den Tyske Orden ændrede gammelpreussisk udtale af navnet til Guttstadt. Men allerede i 1336 udkom den latinske oversættelse af navnet - Bona Civitas. Navnet polsk er en bogstavelig oversættelse fra det tyske sprog, og historisk blev det stavet både Dobre Miasto og Dobremiasto. På engelsk betyder både Guttstadt og Dobre Miasto "god by".

## Galleri
- Interiør i klosterkirken
- Sankt George Kapel
- Vandtårn
- Historisk arkitektur: Byhus og tidligere kornmagasin